# Água Doce do Norte
Pour les articles homonymes, voir Água Doce (homonymie).
Água Doce do Norte est une municipalité brésilienne située dans l'État de l'Espirito Santo.